# آدریان هیز
آدریان هیز (انگلیسی: Adrian Hayes; ۲۲ مهٔ ۱۹۷۸ – ۱۸ اوت ۲۰۱۴) بازیکن فوتبال اهل بریتانیا بود.
از باشگاه‌هایی که در آن بازی کرده‌است می‌توان به باشگاه فوتبال میلدنهال تاون، باشگاه فوتبال کمبریج یونایتد، باشگاه فوتبال دیس تاون، باشگاه فوتبال درهام تاون، باشگاه فوتبال سادبوری، باشگاه فوتبال کترینگ تاون، باشگاه فوتبال بوستون یونایتد، باشگاه فوتبال فارن‌بورو، و باشگاه فوتبال تاموورث اشاره کرد.